# Житие Богородицы
«Житие Богородицы» — византийский агиографический памятник IX века, описывающий жизнь Богородицы и атрибутируемый писателю-агиографу Епифанию Монаху.

## Текстология
Известно более 100 списков памятника. «Житие Богородицы» написано на основе ранневизантийского сочинения «Слово о родстве Пресвятой Богородицы», от него сохранилось только начало; его использовали Иоанн Дамаскин и Георгий Амартол.

## Содержание
Житие содержит родословие Марии, рассказ о Её детстве и юности, включающий описание внешности Богородицы и Её нрава; далее рассказывается об основных событиях жизни Марии: обручении с Иосифом, Благовещении, Рождестве Иисуса, бегстве в Египет. Коротко повествуется о жизни Христа: о Крещении, творимых Им чудесах; описана внешность Иисуса. Завершается Житие рассказом об Успении Богородицы, сюжет которого заимствован из апокрифических сказаний.

## На Руси
В русской традиции перевод Жития известен по крайней мере с XIV века. Известны два варианта Жития, которые, вероятно, отражают переводы разных греческих редакций.
Первый вариант носит название «Епифания, иеромонаха обители Каллистратовы о житии и о воспитании и летнаго показания пречистыя и преблагословенныя владычица нашея Богородица и приснодевы Мария» (начало: «О воистину истиной богородицы и приснодеве Марии мнози поведаша; пророци убо различными образы…»). Особая разновидность этой версии имеет вставку апокрифического сказания об иерействе Иисуса Христа. В этом же списке Минеи этой разновидности текст разбит на фрагменты, которые предваряются указаниями на источники: «Афродитияна Персиянина», «Иакова евреянина», «Евсевия Памфила» и др.
Второй вариант опубликован в составе Великих Четьих-Миней под 8 сентября. Носит название: «Иже во святых отца нашего Епифания слово на рождество святыя Богородица, о житии Ея, о рождестве и о успении» (нач.: «Известней и истинней богородици приснодевей Марии мнози бо провозвестиша древний учители; пророци убо многими видении…»). Самые ранние известные списки этого варианта относятся к XV веку.
К греческому оригиналу ближе второй вариант. Первый вариант в ряде случаев существенно отличается от греческого текста, он несколько пространнее его. Но в отдельных случаях именно он ближе к оригиналу.

## Значение
Является важнейшим источником для реконструкции ранних преданий о жизни Богородицы. «Житие Богородицы» Епифания было самым популярным житием Богородицы в Византии, сохранилось более 100 списков. Второй вариант русского перевода Жития был использован составителем Летописца Еллинского и Римского второй редакции. Выписки из Жития встречаются в сборниках. В частности, в них содержится описание внешности и нрава Марии.

## Издания
- Epiphanii monachi et presbyteri, edita et inedita / cura Alberti Dressel. Parisiis; Lipsiae, 1843. P. 13—44;
- Patrologia Graeca 120. Col. 185—216;
- Великие Четьи-Минеи, собранные всероссийским митрополитом Макарием. Сентябрь, дни 1—13. — СПб., 1868. — Стб. 363—379;
- Порфирьев И. Я. Апокрифические сказания о новозаветных лицах и событиях, по рукописям Соловецкой библиотеки. — СПб., 1890. — С. 96—99;
- Житие Пресвятой Богороды. Епифаниа иеромонаха, обители Калистратовы, о житии и о воспитании, и летнаго показаниа Пречистыя и Преблагословенныя Владычица нашея Богородица и Приснодевы Мариа // Порфирьев И. Апокрифические сказания о новозаветных лицах и событиях, по рукописям Соловецкой библиотеки. — СПб., 1890. — С. 295—311 (см.: Игумен Иосиф (Крюков). Проблема родословия св. Иосифа Обручника в богословской литературе. — С. 87);
- Франко. Апокрифы. — Т. 2. — С. 370—383.